# Pergalumna margaritata
Pergalumna margaritata är en kvalsterart som beskrevs av Sandór Mahunka 1989. Pergalumna margaritata ingår i släktet Pergalumna och familjen Galumnidae. Inga underarter finns listade i Catalogue of Life.